# Tania Weber
Tania Weber, pseudonimo di Tanja Sarsgardeer (Helsinki, 18 agosto 1926 – Roma, 20 novembre 2009), è stata un'attrice finlandese, attiva soprattutto in Italia fra gli anni cinquanta e sessanta.

## Biografia
Nata in Finlandia e reginetta di vari concorsi di bellezza, apparve in alcune pellicole italiane, fra le quali Un giorno in pretura (1954), di Steno, e La nave delle donne maledette (1954), di Raffaello Matarazzo. Ottenne anche una piccola parte nel film Vacanze romane (1953), di William Wyler.
Benché dotata di buone capacità interpretative, la Weber fu sempre doppiata da, alternativamente, Rosetta Calavetta o Lydia Simoneschi. Questo a motivo della sua voce dotata di un marcato accento straniero.
Dopo il ritiro dalle scene lavorò come designer.

## Filmografia
- Carica eroica, regia di Francesco De Robertis (1952)
- Vacanze romane (Roman Holiday), regia di William Wyler (1952)
- Le infedeli, regia di Steno e Monicelli (1953)
- Un giorno in pretura, regia di Steno (1953)
- La nave delle donne maledette, regia di Raffaello Matarazzo (1953)
- Siamo tutti inquilini, regia di Mario Mattoli (1953)
- Il più comico spettacolo del mondo, regia di Mario Mattoli (1953)
- Ulisse, regia di Mario Camerini (1954)

## Doppiatrici italiane
- Rosetta Calavetta in Un giorno in pretura, Siamo tutti inquilini
- Lydia Simoneschi in La nave delle donne maledette, Il più comico spettacolo del mondo